# Fruchtvampire
Die Fruchtvampire (Stenodermatinae), auch als Fruchtfledermäuse bezeichnet, sind eine Fledermausgruppe, die als Unterfamilie der Blattnasen (Phyllostomidae) eingeordnet werden. Diese Gruppe umfasst rund 65 Arten in 19 Gattungen, die allesamt auf dem amerikanischen Kontinent leben.

## Beschreibung
Fruchtvampire sind kleine bis mittelgroße Fledermäuse, sie erreichen Kopfrumpflängen von 35 bis 100 Millimetern und ein Gewicht von 5 bis 90 Gramm. Ihr Fell ist meist braun oder grau gefärbt, manchmal auch weiß oder schwärzlich. Etliche Arten sind durch helle Streifen im Gesicht oder am Rücken gekennzeichnet. Der Schwanz fehlt bei allen Arten, auch das Uropatagium (die Flugmembran zwischen den Beinen) ist klein. Im Gesicht tragen die meisten Arten ein kleines Nasenblatt, das der Echoortung dient.

## Lebensweise
Fruchtvampire sind in tropischen und subtropischen Regionen Mittel- und Südamerikas beheimatet. Ihr Lebensraum sind meist Wälder oder baumbestandene Grasländer, in allzu trockenen Habitaten fehlen sie. Sie sind in der Regel nachtaktiv, im Gegensatz zu vielen anderen Fledermausarten schlafen viele Arten auf Bäumen oder Büschen, manche bevorzugen aber hohle Baumstämme, Höhlen oder menschengemachte Behausungen. Einige Arten, darunter die Zeltfledermäuse, formen große Blätter zu „Zelten“ um, die ihnen Schutz vor der Witterung und Sichtschutz vor Fressfeinden bieten.
Wie der Name andeutet, ernähren sich Fruchtvampire hauptsächlich von Früchten. Manche Arten nehmen darüber hinaus Nektar, Pollen oder Insekten zu sich.

## Systematik
Die Fruchtvampire werden als Unterfamilie der Blattnasen eingeordnet, zu denen unter anderem auch die „Echten“ Vampirfledermäuse gehören. In manchen Systematiken werden zusätzlich die Kurzschwanzblattnasen (Carolliinae) zu den Fruchtvampiren gezählt. 
Man unterscheidet 18 Gattungen, einige davon monotypisch:

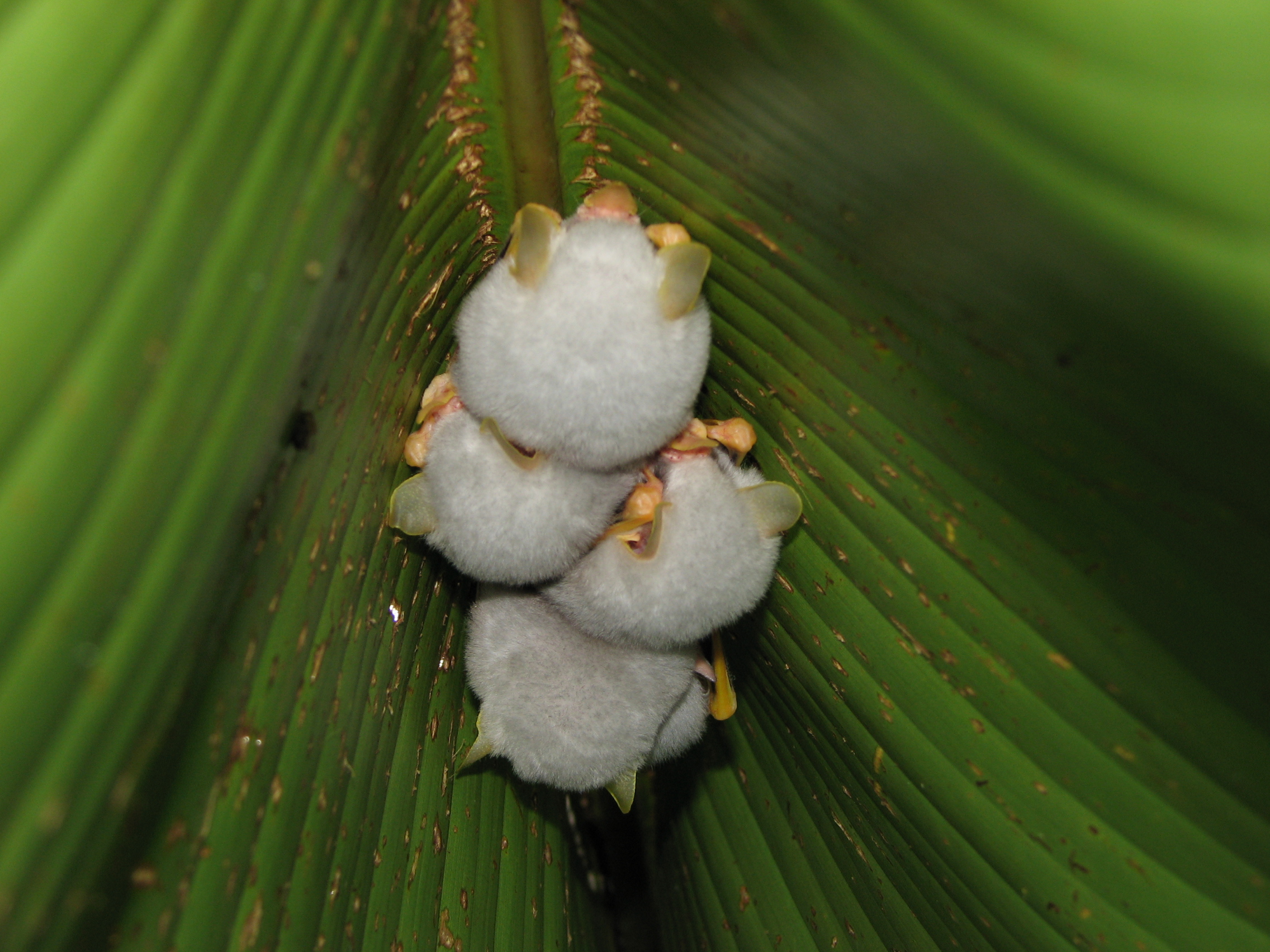
Ectophylla alba im Tortuguero Nationalpark

- Kleine Weißschulterfledermaus (Ametrida centurio)
- Baumfledermaus (Ardops nichollsi)
- Jamaika-Feigenfledermaus (Ariteus flavescens)
- Eigentliche Fruchtvampire (Artibeus), 18 Arten
- Greisengesicht (Centurio senex)
- Chiroderma, fünf Arten
- Weiße Fledermaus (Ectophylla alba)
- Schokoladen-Fruchtzwerg (Enchisthenes hartii)
- MacConnell-Fruchtvampir (Mesophylla macconnelli)
- Sichelflügel-Fledermaus (Phyllops falcatus)
- Streifen-Fruchtvampire (Platyrrhinus), 14 Arten
- Ipanema-Fledermaus (Pygoderma bilabiatum)
- Schirmfledermaus (Sphaeronycteris toxophyllum)
- Roter Fruchtvampir (Stenoderma rufum)
- Gelbschulterfledermäuse (Sturnira), 13 Arten
- Uroderma, 2 Arten
  - Gelbohr-Fledermaus (Uroderma bilobatum)
- Gelbohrfledermäuse (Vampyressa), sechs Arten
- Vampyriscus, 3 Arten[1]
  - Zweizahn-Gelbohrfledermaus (Vampyriscus bidens)
  - Gestreifte Gelbohrfledermaus (Vampyriscus nymphaea)
- Große Streifengesichtfledermaus (Vampyrodes caraccioli)